# 米哈尔·汉祖什
米哈尔·汉祖什（1977年3月11日—），斯洛伐克男子冰球运动员。他曾代表斯洛伐克参加2002年、2010年和2014年冬季奥林匹克运动会冰球比赛，最好名次为2010年冬季奥运会的第四名。